# Mònada (programació funcional)
En programació funcional una mònada és un TAD sense tipus concrets, corresponent a una estructura algebraica d'un sol element (d'aquí el nom de mònada), on la finalitat de les operacions és modelar la composició i la seqüencialitat de les computacions (accions amb efectes) mitjançant l'encadenament, separant la composició temporal, de l'execució, així com incorporar el resultat de cada operació sobre l'entorn.
La mònada modela una computació i pot ser vista com una acció amb efecte (un canvi), que produeix un resultat.
Les mònades es poden compondre, mitjançant l'encadenament, amb operacions sobre el resultat de la precedent (que poden incloure efectes col·laterals), estalviant, respecte de la programació imperativa, les variables locals emprades per aquesta per desar resultats.
- (return v) representa una computació elemental que ofereix v com a resultat. return és el generador de la mònada.
- (>>=), anomenada bind, és la composició de computacions, encadenant una acció amb la següent en forma de funció sobre el resultat de la precedent.

En notació Haskell:
```
-- generador d'una computació simple, que retorna una expressió de tipus `a` com a resultat

return
 
::
 
a
 
->
 
efecte
 
a

-- composició de computacions per encadenament amb el resultat

(
>>=
)
 
::
 
efecte
 
a
 
->
 
(
a
 
->
 
efecte
 
b
)
 
->
 
efecte
 
b
 
-- compon amb una altra, com a funció del resultat de la precedent

```

.
```
-- tipus de l'acció

acció
 
::
 
efecte
 
tipusDelResultat

-- exemple d'ús amb els operadors canònics:

acció
 
=
 
return
 
5
 
-- acció simple que ofereix el valor com a resultat

acció
 
=
 
acció1
 
>>=
 
funcAcció2
 
-- retorna el resultat de la darrera acció-funció

 
-- que s'aplica al resultat de la primera 

-- exemple amb niuament progressiu per retornar una expressió de resultats precedents

acció
 
=
 
acció1
 
>>=
 
\
resultat1
 
->
 
(
acció2
 
>>=
 
\
resultat2
 
->
 
return
 
expressió_de_resultats_precedents
)

-- el mateix amb notació monàdica (sintaxi especial) denotant la precedència temporal

acció
 
=
 
do

 
resultat1
 
<-
 
acció1
 
-- sintaxi: resultat "<-" acció_d'efectes

 
resultat2
 
<-
 
acció2

 
...

 
let
 
resultatNou
 
=
 
expressió_de_resultats_precedents

 
return
 
resultatNou
 
-- acció simple que retorna el valor

```

La mònada (signatura) s'implementa per a un tipus (estructura) que pot ser vist com un contenidor d'un sol element que pot ser el resultat, però no sempre és el resultat tot sol. #La mònada Writer aparella com a valor el resultat i un element combinable (un Monoide). #La mònada Reader conté com a valor una funció de tipus (entorn -> resultat). #La mònada State conté com a valor una altra tipus de funció (estat -> (resultat, nouEstat)).
Té aplicació en llenguatges de programació no-estrictes, on l'ordre de les operacions és indeterminat, principalment al Haskell i també en altres àmbits, en entorns on l'ordre de les operacions no està garantit, com ara encadenament de transaccions en memòria (mònada STM a Haskell i a OCaml), encadenament d'operacions asíncrones (mònada Par a Haskell, Asynchronous Workflows a F#), etc.
Això facilita als lleng. funcionals complementar la part funcional pura, amb efectes com ara operacions d'entrada/sortida, ops. sobre l'entorn exterior, canvis d'estat, i també el preprocés i optimització de les operacions abans de la seva execució.
Les lleis de la mònada.
| return x >>= f          | ≡ | f x             | -- identitat per l'esquerra |  |
| m >>= return            | ≡ | m               | -- identitat per la dreta   |  |
| m >>= (\x -> f x >>= g) | ≡ | (m >>= f) >>= g | -- associativitat           |  |

- Al llenguatge Haskell la classe de tipus Monad descriu la signatura de les operacions descrites, a banda d'altres mètodes amb motius pràctics:

```
 
class
 
Monad
 
efecte
 
where

 
-- generador

 
return
 
::
 
a
 
->
 
efecte
 
a
 
-- generador d'una "computació" a partir

 
-- d'un valor de tipus ''a'' interpretable com a resultat

 
{- encadenament (ang.: ''bind'') 

 encadena un efecte amb una funció efecte sobre el seu resultat -}

 
(
>>=
)
 
::
 
efecte
 
a
 
->
 
(
a
 
->
 
efecte
 
b
)
 
->
 
efecte
 
b
 

 
-- exemple: getline >>= putStrLn -- imprimeix la línia introduïda (resultat de l'efecte precedent)

 
{- la classe Monad també incorpora els següents mètodes, per qüestions pràctiques

 però que no fan falta per la descripció teòrica: -}

 
{-| (>>) modela un encadenament que ignora el resultat de la computació precedent. -}

 
(
>>
)
 
::
 
efecte
 
a
 
->
 
efecte
 
b
 
->
 
efecte
 
b
 

 
m_x
 
>>
 
m_y
 
=
 
m_x
 
>>=
 
(
\
_
 
->
 
m_y
)
 
-- implementació per defecte 

 
-- el mètode `fail` per disparar error cas de fallar l'encaix a la variable del resultat

 
-- A partir de GHC 8.8 desapareix de Monad i obliga que els encaixos siguin irrefutables

 
-- Per a l'ús de patrons refutables als encaixos caldrà que la mònada implementi MonadFail

 
fail
 
::
 
String
 
->
 
IO
 
a
 

 
fail
 
missatge

```

La funció `fail` s'utilitza en la sintaxi específica de blocs d'encadenaments monàdics, els blocs do, per disparar una excepció en cas que falli l'encaix del patró del paràmetre de la funció d'efectes, però serà expulsada de la classe Mònada a GHC 8.8, cap a una classe específica MonadFail de Control.Monad.Fail. L'ús de patrons en l'encadenament requerirà que la mònada implementi MonadFail evitant les petades per l'ús de patrons en mònades que no els suporten. Fase final de la proposta implementada a GHC 8.8.
En Haskell podem expressar (>>=), en termes de fmap i join, doncs la classe Monad actualment deriva de la classe Applicative que deriva al seu torn de Functor. El nom "flatMap" que (>>=) pren en altres llenguatges (Scala, Java8) ve de l'ús d'aquests conceptes:
```
-- ''join'' aplana el tipus.

join
 
::
 
Monad
 
efecte
 
=>
 
efecte
 
(
efecte
 
a
)
 
->
 
efecte
 
a

-- Si l'efecte implementa l'estructura Functor

fmap
 
::
 
Functor
 
efecte
 
=>
 
(
a
 
->
 
b
)
 
->
 
efecte
 
a
 
->
 
efecte
 
b

-- (>>=) :: efecte a -> (a -> efecte b) -> efecte b

 
m_a
 
>>=
 
f
 
=
 
(
join
.
 
fmap
 
f
)
 
m_a
 
-- d'aquí el nom de flatMap en altres llenguatges

```

- Al llenguatge OCaml: Mònada per a les computacions IO no blocants.[6]

```
(* De la biblioteca Light Weight Threads.

 A l'OCaml els tipus s'apliquen en sentit invers (de dreta a esq.) *)

module
 
LWT
 
=
 
sig

 
type
 
+
'
a
 
t
 
(* The type of threads returning a result of type 'a. *)

 
val
 
return
 
:
 
'
a
 
->
 
'
a
 
t

 
val
 
(>>=)
 
:
 
'
a
 
t
 
->
 
(
'
a
 
->
 
'
b
 
t
)
 
->
 
'
b
 
t
 
 
val
 
fail
 
:
 
exn
 
->
 
'
a
 
t

 
...

end
 
;;

```

- A Scala la mònada és el substrat de les llistes per comprensió:[7] Vegeu #Mònades a Scala més avall.

```
trait
 
FilterMonadic
[
+
A
,
 
+
Repr
]
 
extends
 
Any
 
{

 
// flatMap: encadenament (equivalent del Haskell (>>=))

 
abstract
 
def
 
flatMap
[
B
,
 
That
](
f
:
 
(
A
)
 
⇒
 
GenTraversableOnce
[
B
])(
implicit
 
bf
:
 
CanBuildFrom
[
Repr
,
 
B
,
 
That
]):
 
That

 
// la transformació final en una llista per comprensió requereix que implementi Functor

 
// l'aplicació del mètode (map f) converteix la coŀleció Repr en una del tipus de sortida That

 
abstract
 
def
 
map
[
B
,
 
That
](
f
:
 
(
A
)
 
⇒
 
B
)(
implicit
 
bf
:
 
CanBuildFrom
[
Repr
,
 
B
,
 
That
]):
 
That

 
abstract
 
def
 
withFilter
(
p
:
 
(
A
)
 
⇒
 
Boolean
):
 
FilterMonadic
[
A
,
 
Repr
]

 
abstract
 
def
 
foreach
[
U
](
f
:
 
(
A
)
 
⇒
 
U
):
 
Unit

}

```

- A Java8 la classe d'objectes Optional implementa operacions similars a les de Scala:[8]

```
Class
 
Optional
<
T
>

 
public
 
static
 
<
T
>
 
Optional
<
T
>
 
of
(
T
 
value
)
 
// equivalent del Haskell (return)

 
public
 
<
U
>
 
Optional
<
U
>
 
flatMap
(
Function
<?
 
super
 
T
,
 
Optional
<
U
>>
 
mapper
)
 
// equivalent del Haskell (>>=)

 
public
 
<
U
>
 
Optional
<
U
>
 
map
(
Function
<?
 
super
 
T
,
 
?
 
extends
 
U
>
 
mapper
)
 
// equivalent del Haskell (fmap)

 
Optional
<
T
>
 
filter
(
Predicate
<?
 
super
 
T
>
 
predicate
)

 
...

```

## Mònades segons la quantificació de resultats
Seqüenciació d'accions amb
- resultat únic:
  - IO: entrada/sortida, excepcions I/O i canvis d'estat de variables globals IORef.
  - ST: encapsulament de canvis d'estat en un àmbit local (variables STRef).
- resultat opcional (de funcions o bé d'accions que poden fallar):
  - la mònada Maybe: èxit o fallada de funcions definides parcialment.
  - la mònada (Either tipusError): èxit o fallada de la validació amb try d'accions que poden llançar excepcions.
- resultat múltiple: la mònada llista (mecanisme de les llistes per comprensió).

## Mònades i estrictesa
Les mònades no impliquen estrictesa (avaluació del primer argument de (>>=) malgrat que el segon no en demani el resultat com a paràmetre: cas del comodí '_') sinó que depèn de la implementació.
La mònada IO és d'avaluació estricta, la mònada llista [a] no, i per exemple la mònada State té versions estricta i d'avaluació tardana (lazy)

## Mònades amb efecte fallada
Afegint la llei de l'element absorbent per l'esquerra
mzero >>= f ≡ mzero
L'element absorbent per l'esquerra fa inútil l'avaluació de les computacions subseqüents, ja que el resultat és el mateix valor, i pot indicar una situació d'error que invalidi la continuació de les computacions.
L'encadenament de computacions amb mònades que compleixin la regla de l'element absorbent en (>>=) per algun valor del tipus, evita haver de comprovar resultats d'error a cada pas nou en la seqüència.

### La mònada Maybe (computacions que poden fallar)
Nothing n'és l'element absorbent per l'esquerra. Optimitza la seqüència evitant l'execució de computacions subseqüents a la que falla.
```
-- de la definició

data
 
Maybe
 
a
 
=
 
Nothing
 
|
 
Just
 
a

instance
 
Monad
 
Maybe
 
where

 
return
 
x
 
=
 
Just
 
x

 
fail
 
_
 
=
 
Nothing

 
Nothing
 
>>=
 
_
 
=
 
Nothing
 
-- element absorbent; no avalua la computació subseqüent 

 
(
Just
 
x
)
 
>>=
 
f
 
=
 
f
 
x
 
-- f :: a -> Maybe b

```

Exemple:
```
headMaybe
 
::
 
[
a
]
 
→
 
Maybe
 
a

headMaybe
 
(
x
 
:
 
_
)
 
=
 
return
 
x
 
-- resultat exitós, equival a (Just x)

headMaybe
 
[]
 
=
 
Nothing
 
-- element absorbent de la mònada Maybe

doblar
 
::
 
Num
 
a
 
=>
 
a
 
→
 
Maybe
 
a

doblar
 
x
 
=
 
return
 
$
 
2
 
*
 
x

doblarElCap
 
::
 
Num
 
a
 
=>
 
[
a
]
 
→
 
Maybe
 
a

doblarElCap
 
llista
 
=
 
headMaybe
 
llista
 
>>=
 
doblar

-- equivalent amb notació de blocs ''do''

doblarElCap
 
llista
 
=
 
do

 
x
 
<-
 
headMaybe
 
llista

 
doblar
 
x
 
-- cas de llista buida, ''doblar'' no s'avalua

-- doblarElCap [] == Nothing

-- doblarElCap [1,2,3] == Just 2

```

### La mònada Either (resultats duals)
Amplia el valor Nothing de la mònada Maybe amb un segon conjunt de valors, emprat sovint per designar els errors en computacions que poden fallar disparant excepcions.
Els constructors Left i Right, a més de l'accepció d'Esquerre i Dreta, també tenen el significat de Tort i Dret, explicitant així la correcció del resultat.
Tots els elements amb constructor Left (Left l) són elements absorbents per l'esquerra.
```
data
 
Either
 
a
 
b
 
=
 
Left
 
a
 
|
 
Right
 
b

instance
 
Monad
 
(
Either
 
e
)
 
where

 
return
 
x
 
=
 
Right
 
x

 
Left
 
l
 
>>=
 
_
 
=
 
Left
 
l
 
-- element absorbent, l'encadenament no s'avalua

 
Right
 
r
 
>>=
 
f
 
=
 
f
 
r

```

Exemple:
```
-- `try` de Control.Exception avalúa una acció que pot disparar excepcions retornant l'excepció o el resultat

try
 
::
 
Exception
 
e
 
=>
 
IO
 
a
 
->
 
IO
 
(
Either
 
e
 
a
)

-- `evaluate` de Control.Exception avalúa una expressió funcional per fer-ne aflorar les excepcions

evaluate
 
::
 
a
 
->
 
IO
 
a
 
-- força l'avaluació (a WHNF)

-- exemple:

import
 
Data.Fixed
 
(
Centi
)
 
-- coma fixa centessimal per a valors monetaris

provaDivisió
 
::
 
Centi
 
->
 
Centi
 
->
 
Either
 
ArithException
 
Centi

provaDivisió
 
x
 
y
 
=
 
try
 
(
evaluate
 
(
x
/
y
))

```

## Composició monàdica
Composició de Kleisli.
```
(
>=>
)
 
::
 
Monad
 
m
 
=>
 
(
a
 
->
 
m
 
b
)
 
->
 
(
b
 
->
 
m
 
c
)
 
->
 
(
a
 
->
 
m
 
c
)

```

## LamònadaIO
Haskell modela l'entrada/sortida com una seqüència encadenada d'operacions (per forçar-ne la serialització degut a l'avaluació no-estricta), encapsulant els canvis d'estat d'accés a fitxers. Aquest model encaixa amb el concepte de mònada, donant lloc a la mònada IO.
La funció inicial main de qualsevol programa en Haskell ha de ser una expressió d'operacions d'ent./sortida i, per tant, del tipus de la mònada IO.
```
 
-- expressions de la ''mònada'' IO (el tipus porta com a paràmetre el tipus del resultat de les operacions)

 
getLine
 
-- captura una línia introduïda -- tipus ''IO String''

 
getLine
 
>>=
 
putStr
 
-- imprimeix la línia introduïda -- tipus ''IO ()''

 
putStr
 
"polseu Intro"
 
>>
 
hFlush
 
stdout
 
>>
 
getLine
 
>>
 
putStrLn
 
"Fet"
 
>>
 
return
 
True
 
-- tipus ''IO Bool''

 
(
>>=
)
 
-- encadena aplicant la funció següent al resultat de la computació precedent

 
(
>>
)
 
-- encadena ignorant el resultat de la computació precedent.

 
return
 
x
 
-- op. generadora de la computació mònada amb x com a resultat

 
-- quedant, per ex., del tipus IO X si la mònada és IO

 
-- no pressuposa ''retorn'' d'enlloc; per ex. (return 5) :: IO Int

 
fail
 
missatge
 
-- per al cas que el paràmetre de la funció d'efectes no sigui irrefutable i falli l'encaix

 
-- fail s = IO.failIO s

 
-- a partir de GHC 8.0 la funció 'fail' es trasllada a una classe diferent: la MonadFail

```

Vegeu el tipus de (failIO s)
```
$
 
ghci

Prelude
>
 
fail
 
"pífia"

***
 
Exception:
 
user
 
error
 
(
pífia
)

Prelude
>
 
:
t
 
fail
 
"pífia"

fail
 
"pífia"
 
::
 
Monad
 
m
 
=>
 
m
 
a

```

## Blocsdo: notació especial de les expressionsmonàdiques
La clàusula do exposa l'encadenament de manera seqüencial, amb una expressió monàdica per línia, introduint l'estil imperatiu.
```
bloc
 
=
 
do
 

 
x
 
<-
 
getLine
 
-- resultat "<-" efecte

 
putStrLn
 
x

 
putStrLn
 
"Fet"

 
return
 
x

-- equival a l'expressió següent, encadenant cada línia amb (>>=) o bé (>>) 

-- * les corresponents al patró (resultat "<-" efecte (";"|"\n") resta_del_bloc)

-- es tradueixen per (efecte >>= \ resultat -> resta_del_bloc)

bloc
 
=
 
getLine
 
>>=
 
\
 
x
 
->
 
(
-- la resta_del_bloc té accés a l'argument de la lambda 

 
putStrLn
 
x
 
>>

 
putStrLn
 
"Fet"
 
>>

 
return
 
x

)

-- actualment s'incorpora una opció per al cas de fallada de l'encaix, 

-- cridant al mètode 'fail' de la classe Monad, que 

-- des de GHC 8.x passa a la classe MonadFail

-- de manera que caldrà que l'acció implementi MonadFail (de Control.Monad.Fail) 

-- per a emprar patrons no irrefutables

bloc
 
=
 
let
 
segonaAcció
 
patróDelResultatPrecedent
 
=
 
resta_del_bloc
 

 
segonaAcció
 
_
 
=
 
fail
 
"encaix fallit a la posició tal"
 
-- generat sempre a GHC <= 8.0

 
in
 
primeraAcció
 
>>=
 
segonaAcció

```

el bloc do és un artifici sintàctic que es tradueix a una única expressió, relligant les línies amb operacions de mònada com el que segueix:
- les del tipus x <- expr_monàdica es concatenen amb les següents per encadenament (>>=) amb funció anònima de param. x i la continuació com a cos.
- les altres es concatenen amb encadenament (>>) sense passar resultats

### Clàusulaletdins el blocdo
let a nivell de do (NO és el mateix que let..in) permet establir definicions basant-se en resultats d'efectes precedents, cosa que no és possible amb clàusules where.
"let" var1 "=" expr1 {";" var2 "=" expr2}obté el valor de les expressions. let introdueix un subbloc, que es podrà delimitar o bé pel sagnat, o bé amb claus {} i separadors ';', i quines variables definides queden visibles a la resta del bloc do.
```
main
 
=
 
do

 
print
 
"Entreu un mot: "

 
x
 
<-
 
getLine

 
print
 
"Entreu-ne un altre: "

 
y
 
<-
 
getLine

 
-- subbloc ''let'' de definicions basades en resultats d'efectes precedents

 
let
 
{
 
z
 
=
 
x
 
++
 
y
;
 
w
 
=
 
z
 
++
 
"."
 
}

 
-- equivalent amb sagnat

 
let
 
z
 
=
 
x
 
++
 
y
 

 
w
 
=
 
z
 
++
 
"."
 
-- cal alinear el bloc a la variable definida 

 
putStrLn
 
(
"La concatenació és: "
 
++
 
show
 
w
)

```

## Control imperatiu
Operacions comparables al control dels llenguatges imperatius.
El mòdul Control.Monad de Haskell aporta entre d'altres les següents funcions:
```
-- sequence: encadena una llista d'operacions monàdiques

sequence
 
::
 
Monad
 
m
 
=>
 
[
m
 
a
]
 
->
 
m
 
[
a
]
 
-- oferint la llista de resultats

sequence_
 
::
 
Monad
 
m
 
=>
 
[
m
 
a
]
 
->
 
m
 
()
 
-- igual descartant resultats

-- forever: encadena una acció monàdica amb ella mateixa de manera indefinida (bucle infinit)

-- finalitzant només en cas d'excepció

forever
 
::
 
Monad
 
m
 
=>
 
m
 
a
 
->
 
m
 
b
 

-- replicateM: encadena una acció monàdica amb ella mateixa, un nombre finit de vegades.

replicateM
 
::
 
Monad
 
m
 
=>
 
Int
 
->
 
m
 
a
 
->
 
m
 
[
a
]
 
-- oferint la lista de resultats

replicateM_
 
::
 
Monad
 
m
 
=>
 
Int
 
->
 
m
 
a
 
->
 
m
 
()
 
-- descartant resultats

-- iteracions amb efectes col·laterals:

-- forM i mapM: encadena les aplicacions d'una "funció d'efectes col·laterals (tipus mònada en el retorn)" 

-- a cadascun dels elements d'una llista, preservant l'ordre

forM
 
::
 
Monad
 
m
 
=>
 
[
a
]
 
->
 
(
a
 
->
 
m
 
b
)
 
->
 
m
 
[
b
]
 
-- oferint la llista de resultats

forM_
 
::
 
Monad
 
m
 
=>
 
[
a
]
 
->
 
(
a
 
->
 
m
 
b
)
 
->
 
m
 
()
 
-- descartant resultats

-- mapM === forM amb els paràmetres canviats (oferint llista de resultats)

-- mapM_ === forM_ amb els paràmetres canviats (descartant resultats)

-- mapM i també ''sequence'', tenen una versió genèrica en el tipus de la col·lecció, 

-- definides a la classe Traversable de Data.Traversable

 
-- exemple: encadena la impressió dels elements d'una llista per oferir-los ordenadament.

 
forM_
 
[
1
..
10
]
 
$
 
\
x
 
->
 
print
 
x
 

 
mapM_
 
(
\
x
 
->
 
print
 
x
)
 
[
1
..
10
]
 
-- equivalent de l'anterior (estil funcional)

 
-- amb llista que conté generador i filtre:

 
forM_
 
[
i
^
3
 
|
 
i
 
<-
[
1
..
10
],
 
i
 
`
mod
`
 
2
 
==
 
0
]
 
$
 
\
x
 
->
 
print
 
x
 

 
-- amb un bloc ''do'' (estil imperatiu)

 
forM_
 
[
i
^
3
 
|
 
i
 
<-
[
1
..
10
],
 
i
 
`
mod
`
 
2
 
==
 
0
]
 
$
 
\
x
 
->
 
do

 
putStr
 
"següent valor: "

 
print
 
x
 

-- exec. condicional 

when
 
::
 
Monad
 
m
 
=>
 
Bool
 
->
 
m
 
()
 
->
 
m
 
()

-- exec. condicional negada

unless
 
::
 
Monad
 
m
 
=>
 
Bool
 
->
 
m
 
()
 
->
 
m
 
()

```

### if-then-elsedins la clàusulado
-- segons el Haskell 98
```
if e1 then e2 else e3 === case e1 of { True -> e2; False -> e3 } 
```

-- segons el Haskell 2010 varia la sintaxi com a
```
if exp1 [;] then exp2 [;] else exp3 -- separable en línies pels ';'
```

acceptant el següent format:

f_exemple :: Monad m => Bool -> m Int
f_exemple cond = do
 if cond 
 then return 1
 else return 2

### Subblocsdo
Per posar més d'una instrucció en una branca d'un if o d'un case cal fer-ho en un subbloc do.
```
{-# LANGUAGE ScopedTypeVariables #-}

import
 
Control.Monad
 
as
 
Monad

import
 
Control.Exception

main
 
=
 
do

 
print
 
"Farem l'eco fins que l'entrada sigui buida."

 
catch
(

 
Monad
.
forever
 
$
 
do
 
-- bucle infinit, cal una excepció per trencar-lo

 
x
 
<-
 
getLine

 
case
 
x
 
of
 
-- alternativa 

 
[]
 
->
 
ioError
 
(
userError
 
"Línia buida"
)
 
-- llança excepció per sortir del "forever"

 
_
 
->
 
do
 
-- subbloc do per encabir més d'una instrucció a la branca

 
putStrLn
 
x

 
putStrLn
 
"tornem-hi"
 

)

 
(
\
(
excep
 
::
 
SomeException
)
 
->
 
print
 
excep

)

```

## Recursivitat en els blocsdo
Parlem de Recursivitat mútua en definicions i accions amb efectes.

### Als subblocsletde definicions amb encaix
Els blocs let permeten, per l'avaluació tardana, la recursivitat mútua de les variables definides.
(anglès) >> In Haskell let is really let_rec
```
f
 
::
 
Int
 
->
 
[
Int
]
 
->
 
[
Int
]

f
 
r
 
llista
 
=
 
llista
 
++
 
[
r
]
 
-- per exemple, afegeix al final

let_és_let_rec
 
=
 
do

 
let
 
llista
 
@
 
(
x
:
xs
)
 
=
 
f
 
r
 
[
1
..
9
]
 
-- utilitza el valor ''r'' de la definició que segueix

 
r
 
=
 
x
 
*
 
2
 
-- utilitza la ''x'' de l'encaix de la definició precedent

 
return
 
(
r
,
 
llista
)

main
 
=
 
do

 
(
r
,
 
ll
)
 
<-
 
let_és_let_rec

 
putStrLn
 
$
 
"resultat: "
 
++
 
show
 
r
 
++
 
"; llista: "
 
++
 
show
 
ll

```

dona:
```
resultat: 2; llista: [1,2,3,4,5,6,7,8,9,2]

```

### Als subblocsrecd'efectes amb recursivitat mútua
A GHC, permeten recursivitat mútua a les accions (efectes col·laterals). Cal esmentar la pragma {-# LANGUAGE RecursiveDo #-} Vegeu ref.
```
{-# LANGUAGE RecursiveDo #-}

import
 
Data.IORef

-- crea nodes amb referències mútues

data
 
Node
 
=
 
Node
 
Int
 
(
IORef
 
Node
)

mk2nodes
 
=
 
do

 
rec
 
refS
 
<-
 
newIORef
 
(
Node
 
0
 
refR
)

 
refR
 
<-
 
newIORef
 
(
Node
 
1
 
refS
)

 
return
 
refS

main
 
=
 
do

 
refP
 
<-
 
mk2nodes

 
putStrLn
 
"nodes creats"

 
Node
 
x
 
refQ
 
<-
 
readIORef
 
refP
 
-- obté els components del contingut de la ref.

 
print
 
x

 
Node
 
y
 
_
 
<-
 
readIORef
 
refQ

 
print
 
y

```

## Seqüències de computacions sense lligar resultats -Functors aplicatius
De vegades interessa només obtenir la llista de resultats d'una seqüència de computacions amb efectes col·laterals però sense encadenar resultats.
L'operació sequence esmentada prèviament fa aquesta funció.
```
sequence
 
::
 
[
IO
 
a
]
 
->
 
IO
 
[
a
]

sequence
 
[]
 
=
 
return
 
[]

sequence
 
(
c
 
:
 
cs
)
 
=
 
do

 
x
 
<-
 
c
 
-- primera computació

 
xs
 
<-
 
sequence
 
cs
 
-- crida recursiva per a les següents computacions

 
return
 
$
 
(
x
 
:
)
 
xs
 
-- aplicació parcial que afegeix x al capdavant dels resultats amb (:)

```

Aquest patró correspon a un combinador de la biblioteca Control.Monad que es diu ap (de aplicatiu)
```
ap
 
::
 
Monad
 
m
 
=>
 
m
 
(
a
 
->
 
b
)
 
->
 
m
 
a
 
->
 
m
 
b

ap
 
m_f
 
m_x
 
=
 
do

 
f
 
<-
 
m_f
 
-- computació de resultat funció

 
x
 
<-
 
m_x
 
-- computació posterior

 
return
 
(
f
 
x
)
 
-- combina el resultat de la segona amb la funció resultat de la primera

```

Elevant una funció a efecte, la podrem utilitzar com a combinador:
```
computació
 
::
 
Monad
 
m
 
=>
 
m
 
r

computació
 
=
 
ap
 
(
return
 
f
)
 
m_x
 
-- per a f :: a -> r

```

Una funció de n paràmetres ens permet combinar els resultats de n efectes
```
comp2
 
::
 
Monad
 
m
 
=>
 
m
 
r

comp2
 
=
 
(
return
 
f2
)
 
`
ap
`
 
m_x
 
`
ap
`
 
m_y
 
-- per a f2 :: a -> b -> r

compN
 
::
 
Monad
 
m
 
=>
 
m
 
r

compN
 
=
 
(
return
 
fn
)
 
`
ap
`
 
m_x
 
`
ap
`
 
m_y
 
`
ap
`
 
...
 
`
ap
`
 
m_N
 
-- per a fn :: a1 -> a2 -> ... -> aN -> r

```

Llavors la funció sequence es pot escriure
```
sequence
 
::
 
[
IO
 
a
]
 
->
 
IO
 
[
a
]

sequence
 
[]
 
=
 
return
 
[]

sequence
 
(
c
 
:
 
cs
)
 
=
 
(
return
 
(
:
))
 
`
ap
`
 
c
 
`
ap
`
 
(
sequence
 
cs
)

```

Generalitzant la manera de combinar una seqüència de computacions, en una mònada, sense encadenar resultats:
```
import
 
Control.Monad

-- definits liftM, liftM2, .. liftM5 a Control.Monad com segueix

liftM
 
::
 
(
Monad
 
m
)
 
=>
 
(
a
 
->
 
b
)
 
->
 
m
 
a
 
->
 
m
 
b

liftM
 
f
 
x1
 
=
 
(
return
 
f
)
 
`
ap
`
 
x1
 
-- per a ''f'' d'un sol argument

liftM2
 
f2
 
x1
 
x2
 
=
 
(
return
 
f2
)
 
`
ap
`
 
x1
 
`
ap
`
 
x2
 
-- on f2 :: a1 -> a2 -> b

liftMn
 
fn
 
x1
 
...
 
xn
 
=
 
(
return
 
fn
)
 
`
ap
`
 
x1
 
`
ap
`
 
...
 
`
ap
`
 
xn
 
-- on fn :: a1 -> ... -> an -> b

```

Això dona lloc a l'abstracció Applicative més simple que la Mònada però que està en els fonaments dels llenguatges funcionals.

### La classeApplicative
Expressa la combinació de computacions (amb efectes col·laterals) sense l'encadenament del resultat que permet la mònada. Signatura.
```
class
 
Functor
 
efecte
 
=>
 
Applicative
 
efecte
 
where

 
-- genera una dada efecte a partir d'un valor interpretable com a resultat

 
pure
 
::
 
a
 
->
 
efecte
 
a

 
-- combina resultats avaluant les computacions seqüencialment

 
-- la primera computació retorna una funció que és aplicada al resultat de la segona

 
-- vegeu més amunt la definició de ''ap''

 
(
<*>
)
 
::
 
efecte
 
(
a
 
->
 
b
)
 
->
 
efecte
 
a
 
->
 
efecte
 
b

 
-- encadena seqüencialment dos efectes, oferint com a resultat el del segon

 
(
*>
)
 
::
 
efecte
 
a
 
->
 
efecte
 
b
 
->
 
efecte
 
b

 
-- encadena seqüencialment dos efectes, oferint com a resultat el del primer

 
(
<*
)
 
::
 
efecte
 
a
 
->
 
efecte
 
b
 
->
 
efecte
 
a

```

La classe Functor:
```
class
 
Functor
 
contenidor
 
where

 
fmap
 
::
 
(
a
 
->
 
b
)
 
->
 
contenidor
 
a
 
->
 
contenidor
 
b

-- les instàncies de ''functor'' han de complir

-- fmap id == id

-- fmap (f. g) == fmap f. fmap g

```

Per aplicar una funció de n arguments als resultats de n computacions en seqüència definides Applicative tenim les funcions liftAn:
```
import
 
Control.Applicative

-- definits liftA, liftA2, i liftA3 a Control.Applicative

(
<$>
)
 
=
 
fmap
 
-- definició per a l'ús com operador en pos. ''infix'' (entremig)

liftA
 
::
 
(
Applicative
 
m
)
 
=>
 
(
a
 
->
 
b
)
 
->
 
m
 
a
 
->
 
m
 
b

liftA
 
f
 
x1
 
=
 
fmap
 
f
 
x1
 
-- f té un sol argument

 
=
 
f
 
<$>
 
x1
 
-- equivalent

liftA2
 
f2
 
x1
 
x2
 
=
 
f2
 
<$>
 
x1
 
<*>
 
x2
 
-- f2 :: a1 -> a2 -> b

liftAn
 
fn
 
x1
 
...
 
xn
 
=
 
fn
 
<$>
 
x1
 
<*>
 
x2
 
<*>
 
...
 
<*>
 
xn
 
-- fn :: a1 -> ... -> an -> b

```

A la mònada tenim les següents equivalències
```
 
pure
 
=
 
return

 
(
<*>
)
 
=
 
ap
 

 
(
*>
)
 
=
 
(
>>
)

 
f_a
 
<*
 
f_b
 
=
 
do

 
x
 
<-
 
f_a

 
f_b

 
return
 
x

```

però GHC defineix la instanciació a partir d'un tipus derivat (amb newtype) de nom WrappedMonad. per establir la relació entre els tipus.
```
newtype
 
WrappedMonad
 
m
 
a
 
=
 
WrapMonad
 
{
 
unwrapMonad
 
::
 
m
 
a
 
}

instance
 
Monad
 
m
 
=>
 
Applicative
 
(
WrappedMonad
 
m
)
 
where

 
pure
 
=
 
WrapMonad
.
 
return

 
WrapMonad
 
f
 
<*>
 
WrapMonad
 
v
 
=
 
WrapMonad
 
(
f
 
`
ap
`
 
v
)

```

Un exemple d'ús el trobem en els formularis web en haskell anomenats Formlets.
Aquí una versió de collita pròpia, com a producte de parells (entrada, resultat) per mostrar entrades i errors a validar per l'usuari:
```
type
 
TEntrada
 
=
 
String

data
 
TError
 
=
 
ErrValorInvàlid
 
|
 
ErrLlargExcessiva
 
|
 
...

-- camps amb (entrada, resultat)

data
 
TFormPersona
 
=
 
FormPersona
 
{
campNom
 
::
 
(
TEntrada
,
 
Either
 
TError
 
String
)

,
 
campEdat
 
::
 
(
TEntrada
,
 
Either
 
TError
 
Int
)

,
 
campAdrElec
 
::
 
(
TEntrada
,
 
Either
 
TError
 
TAdrElec
)}

llegirFormulariPersona
 
::
 
Applicative
 
f
 
=>
 
f
 
TFormPersona

llegirFormulariPersona
 
=
 

 
FormPersona
 
<$>
 
llegeixCampNom
 
<*>
 
llegeixCampEdat
 
<*>
 
llegeixCampAdreçaElec

-- o també

llegirFormulariPersona
 
=
 

 
liftA3
 
FormPersona
 
llegeixCampNom
 
llegeixCampEdat
 
llegeixCampAdreçaElec

-- on els tipus

llegeixCampNom
 
::
 
Applicative
 
f
 
=>
 
f
 
(
TEntrada
,
 
Either
 
TError
 
String
)

llegeixCampEdat
 
::
 
Applicative
 
f
 
=>
 
f
 
(
TEntrada
,
 
Either
 
TError
 
Int
)

llegeixCampAdreçaElec
 
::
 
Applicative
 
f
 
=>
 
f
 
(
TEntrada
,
 
Either
 
TError
 
TAdrElec
)

```

### La classeAlternative(computacions alternatives)
Defineix un monoide sobre els functors aplicatius.
```
class
 
Applicative
 
efecte
 
=>
 
Alternative
 
efecte
 
where

 
-- | L'element neutre de '<|>'

 
empty
 
::
 
efecte
 
a

 
-- | Una operació binària associativa

 
(
<|>
)
 
::
 
efecte
 
a
 
->
 
efecte
 
a
 
->
 
efecte
 
a

 
...

instance
 
Alternative
 
Maybe
 
where

 
empty
 
=
 
Nothing

 
Nothing
 
<|>
 
p
 
=
 
p

 
Just
 
x
 
<|>
 
_
 
=
 
Just
 
x

```

La interpretació de l'op. binària (<|>) no és sempre la intuïtiva. Està previst que Applicative esdevingui superclasse de Monad a GHC 7.10. De cara a una eliminació de duplicitats entre Mònada i Applicative es pretén que la relació d'Alternative amb Applicative sigui similar a la de MonadPlus amb Monad i que la implementació dels monoides d'Alternative i de MonadPlus donin el mateix resultat per als tipus que implementin ambdues classes. És el cas de les llistes.
- De la proposta Functor-Applicative-Monad:[28]

```
import
 
Control.Applicative
 
(
Alternative
(
..
))

import
 
Control.Monad
 
(
mzero
,
 
mplus
)

-- MonadPlus m

instance
 
Alternative
 
m
 
where

 
(
<|>
)
 
=
 
mplus

 
empty
 
=
 
mzero

```

## La classe MonadPlus (computacions amb solucions múltiples)
Defineix un Monoide sobre les computacions mònada. Permet expressar computacions amb solucions múltiples (zero o més) i l'opció de fallada (no avaluació de les computacions posteriors) i obtenir-ne la combinació de solucions.
```
class
 
Monad
 
m
 
=>
 
MonadPlus
 
m
 
where

 
mzero
 
::
 
m
 
a
 
-- element absorbent (fallada de la mònada)

 
mplus
 
::
 
m
 
a
 
->
 
m
 
a
 
->
 
m
 
a
 
-- combina solucions

-- "mzero" ha de satisfer:

 
mzero
 
>>=
 
f
 
=
 
mzero

 
m_x
 
>>
 
mzero
 
=
 
mzero

```

### exemple: la mònada Llista
```
-- de la definició a Control.Monad.Instances

instance
 
Monad
 
[]
 
where

 
return
 
x
 
=
 
[
x
]

 
fail
 
_
 
=
 
[]

 
-- encadenant amb una funció (f :: a -> [b]), aplana la llista de llistes resultant concatenant amb (++)

 
xs
 
>>=
 
f
 
=
 
foldr
 
((
++
)
.
 
f
)
 
[]
 
xs
 

 
-- encadenant amb una llista ys, mapeja amb (const ys), concatenant ys (length xs) vegades

 
xs
 
>>
 
ys
 
=
 
foldr
 
((
++
)
.
 
(
\
 
_
 
->
 
ys
))
 
[]
 
xs

instance
 
MonadPlus
 
[]
 
where

 
mzero
 
=
 
[]

 
mplus
 
=
 
(
++
)

```

Exemple d'ús:
```
-- computació de solucions a l'equació de segon grau sobre tres fonts d'entrada

import
 
Control.Monad

arrels
 
::
 
(
Floating
 
t
,
 
Ord
 
t
)
 
=>
 
[]
 
t
 
->
 
[]
 
t
 
->
 
[]
 
t
 
->
 
[]
 
t

arrels
 
m_a
 
m_b
 
m_c
 
=
 
do

 
a
 
<-
 
m_a

 
b
 
<-
 
m_b

 
c
 
<-
 
m_c

 
if
 
(
a
 
==
 
0
)
 
-- evita div-per-zero

 
then
 
mzero
 
-- retorna [] (fail de la mònada llista)

 
else
 
do

 
let
 
discriminant
 
=
 
b
 
*
 
b
 
-
 
4
 
*
 
a
 
*
 
c

 
denom
 
=
 
2
 
*
 
a

 
sol_única
 
=
 
(
-
b
)
 
/
 
denom

 
biaix
 
=
 
sqrt
 
discriminant
 
/
 
denom

 
case
 
()
 
of
 
-- http://www.haskell.org/haskellwiki/Case#Using_syntactic_sugar

 
_
 
|
 
discriminant
 
<
 
0
 
->
 
mzero

 
|
 
discriminant
 
==
 
0
 
->
 
return
 
sol_única

 
|
 
otherwise
 
->
 
return
 
(
sol_única
 
+
 
biaix
)
 
`
mplus
`
 
return
 
(
sol_única
 
-
 
biaix
)

main
 
=
 
do

 
putStrLn
 
$
 
"discriminant negatiu: "
 
++
 
show
 
(
arrels
 
[
1
]
 
[
1
]
 
[
1
]
 
::
 
[
Float
])

 
putStrLn
 
$
 
"discriminant zero: "
 
++
 
show
 
(
arrels
 
[
1
]
 
[
2
]
 
[
1
]
 
::
 
[
Float
])

 
putStrLn
 
$
 
"discriminant positiu: "
 
++
 
show
 
(
arrels
 
[
1
]
 
[
4
]
 
[
1
]
 
::
 
[
Float
])

 
putStrLn
 
$
 
"conjunt solucions: "
 
++
 
show
 
(
arrels
 
[
0
,
 
1
]
 
[
1
,
 
2
,
 
4
]
 
[
1
]
 
::
 
[
Float
])
 
-- inclou 0 en posició a

```

dona
```
discriminant negatiu: []
discriminant zero: [-1.0]
discriminant positiu: [-0.26794922,-3.732051]
conjunt solucions: [-1.0,-0.26794922,-3.732051]

```

### Llista per comprensiómonàdica
Generalitzen la notació de Llistes per comprensió. L'ús de filtres requereix que la mònada implementi la classe MonadPlus
Vegeu ref.
```
{-# LANGUAGE PackageImports #-}

import
 
Control.Monad
 
(
guard
)

import
 
"HUnit"
 
Test.HUnit
 
-- del paquet HUnit -- cabal install HUnit

llista_esperada
 
=
 
[
 
(
x
,
 
y
)
 
|
 
x
 
<-
 
[
1
..
10
],
 
y
 
<-
 
[
1
..
x
],
 
x
+
y
 
<
 
10
]

-- traducció monàdica

llista_actual
 
::
 
(
Num
 
a
,
 
Ord
 
a
,
 
Enum
 
a
)
 
=>
 
[]
 
(
a
,
 
a
)

llista_actual
 
=
 
do

 
x
 
<-
 
[
1
..
10
]

 
y
 
<-
 
[
1
..
x
]

 
guard
 
(
x
+
y
 
<
 
10
)

 
return
 
(
x
,
 
y
)

-- de la definició de ''guard'' :: MonadPlus m => Bool -> m ()

-- guard False = mzero -- element absorbent, invalida l'encadenament posterior

-- guard True = return () -- no fa res, permet continuar

prova
 
=
 
TestCase
 
$
 
assertEqual
 
"comprensió monàdica: "
 
llista_esperada
 
llista_actual

main
 
=
 
do

 
comptaTests
 
<-
 
runTestTT
 
prova

 
print
 
comptaTests

```

### Ús de la construccióllista per comprensióamb qualsevol instància de MonadPlus
L'extensió MonadComprehensions permet emprar qualsevol mònada que sigui instància de MonadPlus, en la construcció llista per comprensió. Cal GHC >= 7.2.1
En el següent cas ja no és una llista per comprensió sinó una Maybe per comprensió
```
{-# LANGUAGE MonadComprehensions #-}

val_mònada
 
::
 
(
Num
 
a
)
 
=>
 
Maybe
 
a

val_mònada
 
=
 
[
 
x
 
+
 
y
 
|
 
x
 
<-
 
Just
 
1
,
 
y
 
<-
 
Just
 
2
 
]

main
 
=
 
print
 
val_mònada

```

dona
```
Just 3
```

## Transformadors de mònades
Aplicació sobre el tipus d'una mònada que en combina l'operativa (permet l'ús dels mètodes de diverses mònades en una), encapsulant una mònada dins la mònada transformada resultant. Vegeu
Implementen la classe MonadTrans
```
class
 
MonadTrans
 
t
 
where

 
-- 'lift' eleva un efecte del tipus de la "mònada m" al tipus de la "mònada transformada (t m)"

 
-- el tipus resultant té un nivell més que el d'origen.

 
lift
 
::
 
(
Monad
 
m
)
 
=>
 
m
 
a
 
->
 
t
 
m
 
a

```

Les transformacions són apilables: se'n poden aplicar diverses. Si t i t' són transformadors de mònades, llavors el tipus (t' t m a) constitueix la mònada (t' t m) transformada de la (t m)
La classe MonadIO és per definir una versió optimitzada de lift de MonadTrans per elevar el tipus dels efectes des de la mònada IO quan hi ha transformacions interposades.
```
class
 
Monad
 
m
 
=>
 
MonadIO
 
m
 
where

 
liftIO
 
::
 
IO
 
a
 
->
 
m
 
a
 
-- eleva el tipus d'un efecte des de la mònada IO

```

### Implementació del transformador MaybeT
El transformador MaybeT permetrà ampliar una mònada qualsevol amb la característica afegida de la mònada Maybe, d'evitar l'execució dels efectes posteriors a una fallada (op. fail).
```
-- el constructor MaybeT (a la dreta de la def.) incorporarà 

-- un sol component de tipus ''m (Maybe a)'' amb accessor ''runMaybeT''

newtype
 
MaybeT
 
m
 
a
 
=
 
MaybeT
 
{
runMaybeT
 
::
 
m
 
(
Maybe
 
a
)}
 

 
-- MaybeT :: m (Maybe a) -> MaybeT m a -- constructor

 
-- runMaybeT :: MaybeT m a -> m (Maybe a) -- inversa del constructor 

instance
 
(
Monad
 
m
)
 
=>
 
Monad
 
(
MaybeT
 
m
)
 
where

 
return
 
x
 
=
 
MaybeT
 
$
 
return
 
$
 
Just
 
x
 
-- genera valor mònada exitosa

 
fail
 
_
 
=
 
MaybeT
 
$
 
return
 
Nothing
 
-- assenyala fallada

 

 
tm_v
 
>>=
 
f
 
=
 
MaybeT
 
(
do
 
-- el tipus del bloc do és :: m (Maybe a)

 
-- (el del component del constructor MaybeT)

 
maybeV
 
<-
 
runMaybeT
 
tm_v

 
case
 
maybeV
 
of

 
Nothing
 
->
 
return
 
Nothing
 
-- no avalúa l'efecte subseqüent

 
Just
 
v
 
->
 
runMaybeT
 
$
 
f
 
v
 
-- sí que l'avalua (f :: a -> MaybeT m a)

)

```

#### La classe MonadTrans
La classe MonadTrans aporta lift que eleva un efecte des d'una mònada m a la mònada transformada (t m). Continuant el codi anterior:
```
-- liftM (de Control.Monad) eleva el tipus d'una funció de valors

-- a una funció d'efectes

liftM
 
::
 
(
Monad
 
m
)
 
=>
 
(
a
 
->
 
b
)
 
->
 
(
m
 
a
 
->
 
m
 
b
)

liftM
 
f
 
=
 
\
m_x
 
->
 
do
 

 
x
 
<-
 
m_x

 
return
 
(
f
 
x
)

-- ''lift'' de MonadTrans eleva un efecte de la "mònada m" a la "mònada (t m)"

class
 
MonadTrans
 
t
 
where

 
lift
 
::
 
(
Monad
 
m
)
 
=>
 
m
 
a
 
->
 
t
 
m
 
a
 

-- implementació per a MaybeT

instance
 
MonadTrans
 
MaybeT
 
where

 
-- elevem efectes de ''m'' amb categoria d'exitoses

 
lift
 
m_x
 
=
 
(
MaybeT
.
 
liftM
 
Just
)
 
m_x

```

### Exemple d'ús
Farem servir el transformador MaybeT que combina les computacions que poden fallar (vegeu més amunt) sobre la mònada IO resultant la mònada (MaybeT IO)
Caldrà elevar el tipus de les operacions sobre la mònada IO al de la mònada (MaybeT IO) amb lift.
runMaybeT permet "rebaixar" (contrari de lift: elevar) el tipus d'un efecte, de la mònada transformada (MaybeT m) al tipus de la mònada subjacent:
```
{-# LANGUAGE PackageImports #-}

import
 
Numeric
 
(
readSigned
,
 
readFloat
)

import
 
Text.Printf
 
(
printf
)

import
 
System.IO
 
(
hFlush
,
 
stdout
)

-- les importacions següents del MaybeT oficial 

-- poden ser substituïdes per la implementació de l'apartat precedent

import
 
"transformers"
 
Control.Monad.Trans.Maybe
 
(
MaybeT
(
..
))

import
 
"transformers"
 
Control.Monad.Trans.Class
 
(
lift
)

llegirReal
 
::
 
String
 
->
 
Maybe
 
Double

llegirReal
 
str
 
=
 
case
 
(
readSigned
 
readFloat
)
 
str
 
of

 
[(
r
,
 
""
)]
 
->
 
Just
 
r
 
-- només val si no hi ha altres caràcters

 
_
 
->
 
Nothing

deMaybe_a_MaybeTIO
 
::
 
Maybe
 
a
 
->
 
MaybeT
 
IO
 
a

deMaybe_a_MaybeTIO
 
=
 
MaybeT
.
 
return

obtenirRealVàlid
 
::
 
MaybeT
 
IO
 
Double
 
-- mònada (MaybeT IO)

obtenirRealVàlid
 
=
 
do

 
lift
 
$
 
putStr
 
"entreu nombre real: "

 
lift
 
$
 
hFlush
 
stdout

 
strLínia
 
<-
 
lift
 
getLine

 
deMaybe_a_MaybeTIO
 
$
 
llegirReal
 
strLínia

obtenirLArrelQuadrada
 
::
 
Double
 
->
 
MaybeT
 
IO
 
Double

obtenirLArrelQuadrada
 
x

 
|
 
x
 
<
 
0
 
=
 
do

 
lift
 
$
 
putStrLn
 
"Entrada negativa"

 
fail
 
""

 
|
 
x
 
==
 
0
 
=
 
return
 
0

 
|
 
otherwise
 
=
 
return
 
$
 
sqrt
 
x

-- en cas que ''obtenirRealVàlid'' falli, ''obtenirLArrelQuadrada'' no s'avalua.

main
 
=
 
do

 
v
 
<-
 
runMaybeT
 
$
 
obtenirRealVàlid
 
>>=
 
obtenirLArrelQuadrada

 
case
 
v
 
of

 
Just
 
v
 
->
 
printf
 
"el valor és: %6.2f
\n
"
 
v

 
Nothing
 
->
 
putStrLn
 
"lectura fallida, o bé, valor iŀlegal"

```

## Excepcions en una mònada - La classe MonadError
És un mecanisme de simulació d'excepcions només amb el tractament monàdic.
Implementa l'estratègia de combinar computacions que poden llançar excepcions saltant-se les computacions encadenades que segueixen la que llança l'error, fins a la sortida del gestor d'excepcions on recupera l'encadenament habitual.
```
class
 
Monad
 
m
 
=>
 
MonadError
 
excep
 
m
 
|
 
m
 
->
 
excep
 
where

 
throwError
 
::
 
excep
 
->
 
m
 
a
 
-- llança l'excepció

 
catchError
 
::
 
m
 
a
 
->
 
(
excep
 
->
 
m
 
a
)
 
->
 
m
 
a
 
-- caça l'excepció i la gestiona

 
-- do { acció1; throwError err; acció3 } `catchError` gestorDExcepcions

 
-- el bloc i el gestor d'excepcions han de donar resultat del mateix tipus

 
-- segons es desprèn de la definició 

 
-- i es mostra a la implementació de l'exemple que segueix

```

### Exemple: la mònada (Either tipusExcepció)
El tipus (Either tipusExcepció tipusResultat) millora la info. del tipus Maybe afegint-hi informació de l'error. El constructor Right introdueix el resultat Correcte i el constructor Left l'Error. Igual que amb el tipus Maybe, el podem fer servir de tipus de computació com a mònada ((Either tipusExcepció) tipusResultat).
```
data
 
Either
 
tipusExcepció
 
tipusResultat
 
=
 
Left
 
tipusExcepció
 
|
 
Right
 
tipusResultat

-- prenem errors de tipus String per fer-ho senzill

instance
 
Monad
 
(
Either
 
String
)
 
where

 
return
 
x
 
=
 
Right
 
x

 
fail
 
err
 
=
 
Left
 
err

 
(
Left
 
err
)
 
>>=
 
_
 
=
 
Left
 
err
 
-- element absorbent en (>>=), no avalua la computació subseqüent

 
(
Right
 
x
)
 
>>=
 
f
 
=
 
f
 
x
 

instance
 
MonadError
 
String
 
(
Either
 
String
)
 
where

 
throwError
 
err
 
=
 
Left
 
err
 
-- assenyala excepció

 
catchError
 
(
Left
 
err
)
 
gestorDExcepcions
 
=
 
gestorDExcepcions
 
err
 
-- gestiona l'excepció

 
catchError
 
(
Right
 
x
)
 
_
 
=
 
Right
 
x
 
-- no hi ha hagut excepció

```

## Més mònades rellevants en Haskell

### La mònada Writer
Facilita la generació de traces i enregistraments (ang:logs) sense barrejar-los amb els resultats.
El domini de la mònada és un parell amb el resultat i l'enregistrament. Aquest darrer ha d'implementar un Monoide.
```
newtype
 
Writer
 
log
 
a
 
=
 
Writer
 
{
 
runWriter
 
::
 
(
a
,
 
log
)
 
}
 
-- ''log'' és l'enregistrament

instance
 
(
Monoid
 
log
)
 
=>
 
Monad
 
(
Writer
 
log
)
 
where

 
return
 
x
 
=
 
Writer
 
(
x
,
 
mempty
)
 
-- genera una dada efecte amb el ''log'' buit

 
(
Writer
 
(
x
,
 
log
))
 
>>=
 
f
 
=
 
let
 
(
x'
,
 
log'
)
 
=
 
runWriter
 
$
 
f
 
x
 
-- l'aplicació de l'efecte funció (segon operand) genera un log'

 
in
 
Writer
 
(
x'
,
 
log
 
`
mappend
`
 
log'
)
 
-- que s'afegeix al log preexistent

--

class
 
(
Monoid
 
log
,
 
Monad
 
m
)
 
=>
 
MonadWriter
 
log
 
m
 
|
 
m
 
->
 
log
 
where

 
pass
 
::
 
m
 
(
a
,
 
log
 
->
 
log
)
 
->
 
m
 
a
 

 
listen
 
::
 
m
 
a
 
->
 
m
 
(
a
,
 
log
)

 
tell
 
::
 
log
 
->
 
m
 
()

instance
 
(
Monoid
 
log
)
 
=>
 
MonadWriter
 
log
 
(
Writer
 
log
)
 
where

 
pass
 
(
Writer
 
((
x
,
 
f
),
 
logval
))
 
=
 
Writer
 
(
x
,
 
f
 
logval
)
 
-- sobre una computació de resultat parell (valor, f: log -> log)

 
-- aplica la funció sobre el log i retorna el valor com a resultat 

 
listen
 
(
Writer
 
(
x
,
 
logval
))
 
=
 
Writer
 
((
x
,
 
logval
),
 
logval
)
 
-- ofereix el parell com a resultat

 
tell
 
s
 
=
 
Writer
 
(
()
,
 
s
)
 
-- estableix ''s'' al ''log''

-- censor: aporta la funció per aplicar al ''log'' mitjançant ''pass''

censor
 
::
 
(
MonadWriter
 
log
 
m
)
 
=>
 
(
log
 
->
 
log
)
 
->
 
m
 
a
 
->
 
m
 
a
 

censor
 
f
 
m_x
 
=
 
pass
 
$
 
do
 
x
 
<-
 
m_x
 
;
 

 
return
 
(
x
,
 
f
)
 

-- listens: obté el parell retornat per listen i hi aplica un selector al segon element

listens
 
::
 
(
MonadWriter
 
log
 
m
)
 
=>
 
(
log
 
->
 
b
)
 
->
 
m
 
a
 
->
 
m
 
(
a
,
 
b
)

listens
 
sel
 
m_x
 
=
 
listen
 
m_x
 
>>=
 
(
return
.
 
fmap
 
sel
)

```

passpassa una funció per aplicar sobre l'enregistrament, aparellant-la amb el resultat
listenobté el parell (resultat, enregistrament)
tellestableix l'enregistrament al valor especificat
censoraporta la funció per aplicar a l'enregistrament i l'aplica amb pass
listensobté el parell retornat per listen i el retorna aplicant un selector a l'enregistrament
- Exemple d'ús amb el transformador WriterT.

```
import
 
Control.Monad.Writer
 

exemple
 
::
 
Monad
 
m
 
=>
 
WriterT
 
String
 
m
 
Int

exemple
 
=
 
tell
 
"a"
 
>>
 
tell
 
"b"
 
>>
 
return
 
1

main
 
=
 
runWriterT
 
exemple
 
>>=
 
print

```

dona el resultat
```
$
 
runhaskell
 
prova.hs

(
1
,
"ab"
)

```

- Exemple d'ús sense transformador. la biblioteca de GHC a Control.Monad.Writer no inclou el tipus, i cal definir-lo, instanciant les classes requerides:

```
{-# LANGUAGE MultiParamTypeClasses, FlexibleInstances #-}

import
 
Data.Monoid

import
 
qualified
 
Control.Monad.Writer
 
as
 
W

newtype
 
Writer
 
log
 
a
 
=
 
Writer
 
{
 
runWriter
 
::
 
(
a
,
 
log
)
 
}

-- instanciem la classe Functor, base per a la classe Applicative

instance
 
Functor
 
(
Writer
 
log
)
 
where

 
fmap
 
f
 
(
Writer
 
(
x
,
 
w
))
 
=
 
Writer
 
(
f
 
x
,
 
w
)

-- instanciem la classe Applicative, base per a la Monad

instance
 
(
Monoid
 
log
)
 
=>
 
Applicative
 
(
Writer
 
log
)
 
where

 
pure
 
x
 
=
 
Writer
 
(
x
,
 
mempty
)

 
Writer
 
(
f
,
 
w
)
 
<*>
 
Writer
 
(
x
,
 
w'
)
 
=
 
Writer
 
(
f
 
x
,
 
w
 
`
mappend
`
 
w'
)

-- finalment instanciem Monad

instance
 
(
Monoid
 
log
)
 
=>
 
Monad
 
(
Writer
 
log
)
 
where

 
Writer
 
(
x
,
 
w
)
 
>>=
 
f
 
=
 
let
 
(
x'
,
 
w'
)
 
=
 
runWriter
 
$
 
f
 
x

 
in
 
Writer
 
(
x'
,
 
w
 
`
mappend
`
 
w'
)

-- i també MonadWriter

instance
 
(
Monoid
 
log
)
 
=>
 
W
.
MonadWriter
 
log
 
(
Writer
 
log
)
 
where

 
pass
 
(
Writer
 
((
x
,
 
f
),
 
w
))
 
=
 
Writer
 
(
x
,
 
f
 
w
)

 
listen
 
(
Writer
 
(
x
,
 
w
))
 
=
 
Writer
 
((
x
,
 
w
),
 
w
)

 
tell
 
s
 
=
 
Writer
 
(
()
,
 
s
)

exemple
 
::
 
Writer
 
String
 
Int

exemple
 
=
 
W
.
tell
 
"a"
 
>>
 
W
.
tell
 
"b"
 
>>
 
return
 
1

main
 
=
 
print
 
$
 
runWriter
 
exemple

```

dona el resultat
```
$
 
runhaskell
 
prova.hs

(
1
,
"ab"
)

```

### La mònada State
Facilita l'enfilada d'un estat a través de computacions que el modifiquen, encapsulant-ne els canvis en codi funcional pur.
Els valors de la mònada State són funcions de transició entre estats del tipus (estat -> (resultat, nouEstat)). Per avaluar-lo caldrà aplicar-lo sobre un estat inicial, obtenint un parell amb el resultat en primera posició: (runState computacióMonadState) estatInicial
```
newtype
 
State
 
s
 
a
 
=
 
State
 
{
 
runState
 
::
 
(
s
 
->
 
(
a
,
 
s
))
 
}
 

instance
 
Monad
 
(
State
 
s
)
 
where
 

 
return
 
x
 
=
 
State
 
$
 
\
s
 
->
 
(
x
,
 
s
)
 
-- estableix el resultat

 
(
State
 
tf
)
 
>>=
 
f
 
=
 
State
 
$
 
\
s
 
->
 
let
 
(
x
,
 
s'
)
 
=
 
tf
 
s
 
-- obté el (resultat, nouEstat) del primer efecte 

 
in
 
runState
 
(
f
 
x
)
 
s'
 
-- aplica (runState (f resultat)) sobre el nouEstat del primer efecte

---

class
 
MonadState
 
m
 
s
 
|
 
m
 
->
 
s
 
where
 

 
get
 
::
 
m
 
s

 
put
 
::
 
s
 
->
 
m
 
()

instance
 
MonadState
 
(
State
 
s
)
 
s
 
where
 

 
get
 
=
 
State
 
$
 
\
s
 
->
 
(
s
,
 
s
)
 
-- obté l'estat

 
put
 
s
 
=
 
State
 
$
 
\
_
 
->
 
(
()
,
 
s
)
 
-- estableix l'estat

```

### La mònada Reader
Facilita l'arrossegament d'un entorn d'associacions variable, per exemple la substitució de textos definits en plantilles, que poden augmentar o ésser tapades per noves definicions.
El valor de la mònada Reader és una funció sobre l'entorn: (entorn -> resultat). Per avaluar-lo caldrà aplicar-lo sobre un entorn inicial: (runReader computacióMonadReader) entornInicial
```
newtype
 
Reader
 
env
 
a
 
=
 
Reader
 
{
 
runReader
 
::
 
(
env
 
->
 
a
)
 
}
 
-- env per environment 

instance
 
Monad
 
(
Reader
 
env
)
 
where

 
return
 
x
 
=
 
Reader
 
$
 
\
_
 
->
 
x
 
-- genera computació amb resultat fix

 
(
Reader
 
r
)
 
>>=
 
f
 
=
 
Reader
 
$
 
\
env
 
->
 
runReader
 
(
f
 
(
r
 
env
))
 
env
 
-- r :: (env -> a)

--

class
 
MonadReader
 
env
 
m
 
|
 
m
 
->
 
env
 
where

 
ask
 
::
 
m
 
env

 
local
 
::
 
(
env
 
->
 
env
)
 
->
 
m
 
a
 
->
 
m
 
a

instance
 
MonadReader
 
(
Reader
 
env
)
 
where

 
ask
 
=
 
Reader
 
id

 
local
 
f
 
computació
 
=
 
Reader
 
$
 
\
env
 
->
 
runReader
 
computació
 
(
f
 
env
)

asks
 
::
 
(
MonadReader
 
env
 
m
)
 
=>
 
(
env
 
->
 
a
)
 
->
 
m
 
a

asks
 
sel
 
=
 
ask
 
>>=
 
return
.
 
sel

```

askobté l'entorn
localavalua un efecte havent modificat l'entorn amb una funció (env -> env)
asksobté el resultat d'aplicar un selector (env -> a) sobre l'entorn.
Vegeu l'exemple.

### La mònada STM
STM (Software Transactional Memory) permet l'actualització consistent de variables en diferents fils d'execució mitjançant transaccions en memòria que admeten tot o res d'una seqüència de lectures i modificacions de les variables transaccionals.
Vegeu Haskell concurrent - STM.

### La mònada Par
Encadenament de càlculs simultanis

### El Functor aplicatiu Concurrently
A la biblioteca async, facilita l'execució simultània d'operacions I/O no blocants on el tipus Concurrently implementa un functor aplicatiu que permet combinar els resultats d'accions engegades asíncronament, esperant-ne la finalització conjunta, i també implementa Alternative per obtenir el resultat de la primera que acaba, anul·lant els fils d'execució de la resta d'operacions engegades.

## Mònades a l'OCaml
- la biblioteca LWT (light-weight cooperative threads) modela la seqüenciació de computacions d'entrada/sortida no-blocants (asíncrones) en una mònada.[6]

- la biblioteca coThreads[43] proporciona la mònada STM a OCaml

- Guia sobre Mònades per a OCaml Arxivat 2012-02-27 a Wayback Machine. (anglès)

- Extensió sintàctica per a les mònades a OCaml.[44]

## Mònades a l'F#
Vegeu Computation expressions i també Async. Workflows
- Extensió sintàctica per a les Mònades a F#.[49][46]

## Mònades aScala
La clàusula for corresponent a les llistes per comprensió respon a un encadenament monàdic.
Si en comptes de llistes hi subministrem dades de tipus Option[A] el resultat és també del tipus de la mònada Option (equivalent de la Maybe en Haskell).
Vegeu presentació "Introduction to Monads in Scala".
```
scala
>
 
val
 
opt3
 
=
 
Some
(
3
)

scala
>
 
val
 
opt4
 
=
 
Some
(
4
)

scala
>
 
for
 
{
 
x
 
<-
 
opt3
;
 
y
 
<-
 
opt4
}
 
yield
 
(
x
+
y
)

res4
:
 
Option
[
Int
]
 
=
 
Some
(
7
)

// desplegament equivalent en termes de ''flatMap'' i ''map'' (ops. de FilterMonadic)

scala
>
 
opt3
 
.
flatMap
 
{
 
x
 
=>
 
opt4
 
.
map
 
{
 
y
 
=>
 
x
 
+
 
y
}}

res5
:
 
Option
[
Int
]
 
=
 
Some
(
7
)

```

## Relacionat
- Functor aplicatiu
- Fletxa (programació funcional)